# Московская международная школа
Московская международная школа — среднее общеобразовательное учебное заведение в Восточном округе г. Москвы. 
- В 1966—1972 годах — средняя общеобразовательная школа № 410.
- В 1972—1991 годах — средняя специальная школа № 78 с преподаванием ряда предметов на английском языке.
- В 1994 гимназию посетил Генеральный секретарь ООН Бутрос-Гали.[1]
- 1998 г. — гимназия получила второе здание для начальной школы.
- 2013 г. — гимназия получила третье здание для начальной школы.
- 2015 г. — ГБОУ ММГ реорганизовано путём присоединения ГБОУ «Школа № 443».
- 2016 г. — к 50-летнему Юбилею гимназии появился школьный музей, а также музей Татьяны Гуменник.
- 2017 г. — ГБОУ «Московская международная гимназия» переименовано в ГБОУ «Московская международная школа».

## Школа сейчас
В настоящее время школа вместе со своими подразделениями насчитывает 13 зданий, каждому из которых присвоено имя объекта Солнечной системы (например, главное здание на 3-й Владимирской улице называется «Солнце», здания на Федеративном проспекте д.11 и д.8а — «Юпитер» и «Сатурн», здание физкультурно-оздоровительного комплекса — «Нептун», детский сад на улице Металлургов — «Меркурий» и т. д.).

### Обучение в школе
Качество знаний школьников постоянно проверяется на промежуточных независимых диагностиках.
При ГБОУ «Московская международная школа» ранее издавалась газета «Вестник ММГ», руководителем которой являлся Григорий Владимирович Прутцков (выпускник 1987 года, член управляющего совета, ранее был Председателем).

### Международная деятельность
Московская международная школа ранее являлась коллективным членом Российской ассоциации содействия ООН, постоянным членом Европейского Совета международных школ, входила в состав Всероссийского Евроклуба, работающего под патронажем Совета Европы.
Школа является коллективной ассоциированной школой ЮНЕСКО, а с 2006 стала экспериментальной площадкой ПАШ ЮНЕСКО.

### Преподавательский состав
В подразделениях основного и среднего образования, на объектах «Солнце», «Юпитер», «Сатурн» и «Уран», работают учителя-преподаватели исключительно первой или высшей категории, в том числе 40 выпускников школы.

### Рейтинг
По результатам рейтинга (топ-300 лучших школ Москвы) вклада школ в качественное образование московских школьников по итогам 2017/2018 учебного года Московская международная школа заняла 171-е место.

## Директора
1. 1966—1972 гг. — Шацкая Александра Васильевна (1921—1986), учитель истории.
2. 1972—1981 гг. — Дзанаев Василий Давыдович (1927—1985), учитель русского языка и литературы.
3. 1981—1989 гг. — Сорокин Геннадий Иванович (р.1941), учитель физики.
4. 1989—2013 гг. — Гуменник Татьяна Николаевна (1955—2013), учитель английского языка.
5. 2013—2015 гг. — Гуменник Евгений Викторович (р.1954), кандидат технических наук.
6. 2015—2020 гг. — Шкуренко Елена Васильевна (р.1978), учитель экономики.
7. C 2020 года — Корябкина Наталия Владиславовна[7] (р.1969), учитель истории, обществознания

### Татьяна Николаевна Гуменник
Татьяна Николаевна Гуменник (Мельникова) родилась 22 марта 1955 года в Волгограде. Окончила школу с золотой медалью, в 1971 году заняла первое место во Всесоюзной олимпиаде по английскому языку. Окончила педагогический институт по специальности «английская филология», работала секретарём комитета комсомола своего института. Автор 12 студенческих научных работ.
После вуза поступила на работу в советскую спецслужбу и назначена командиром специальной дружины по работе с иностранными гражданами, сопровождала иностранных граждан и пропагандировала социалистическую систему.
В 1977 году окончила МГПИ им. В. И. Ленина и поступила на работу в школу № 78. С 1980 года была завучем по учебно-воспитательной работе. В 1993 году Татьяна Гуменник получила звание Заслуженного учителя России.
25 января 2013 года скончалась от инсульта.